# Geranomyia costosetosa
Geranomyia costosetosa är en tvåvingeart som först beskrevs av Alexander 1956.  Geranomyia costosetosa ingår i släktet Geranomyia och familjen småharkrankar. Inga underarter finns listade i Catalogue of Life.